# تونیمیر سوکول
تونیمیر سوکول (به انگلیسی: Tonimir Sokol) (زاده ۱ دسامبر ۱۹۸۶) کشتی گیر کشور کرواسی است.